# 中村堰
座標: 北緯36度16分12.8秒 東経139度2分40.5秒 / 北緯36.270222度 東経139.044583度
中村堰（なかむらぜき）は、群馬県藤岡市と高崎市にまたがる鏑川の堰である。

## 歴史
江戸時代初期に建設された。かつてこの地域には、他にも立石堰と森新田堰という堰があったが、1742年の水害によっていずれも流出し、中村堰だけが残った。江戸時代末期の1857-1858年には頭首工から200mほど東に鮎川サイホンが作られ、用水路が鮎川をアンダークロスするようになった。これはサイフォンの原理を利用したもので、物理の知識があった泉通寺の住職、孝順が考案したものである。鮎川サイホンができる前は、水量の乏しい鮎川に溝を掘り、用水路を横断させていた。しかし、それでは川が増水するたびに流出し、村人総出で再建しなければいけなかった。1878年（明治10年）に操業を開始した新町紡績所の発電用水車を回すためにも中村堰用水が使われていた。中村堰によって湿地や桑畑だった藤岡市北部は稲作地帯となり、2016年現在でも310ヘクタールの土地を灌漑し、受益農家は490戸に及ぶ。

## 環境
中村堰流域では環境保護の取り組みがなされている。藤岡市の天然記念物であるヤリタナゴの放流が行われ、他にもコイ、ギンブナ、オイカワ、ナマズ、ドジョウなどが生息している。一方で下川前取水口付近では農業廃水によって水質が悪化し、耕作放棄地も目立ち景観に悪影響を与えている。